# Zornsamlingarna

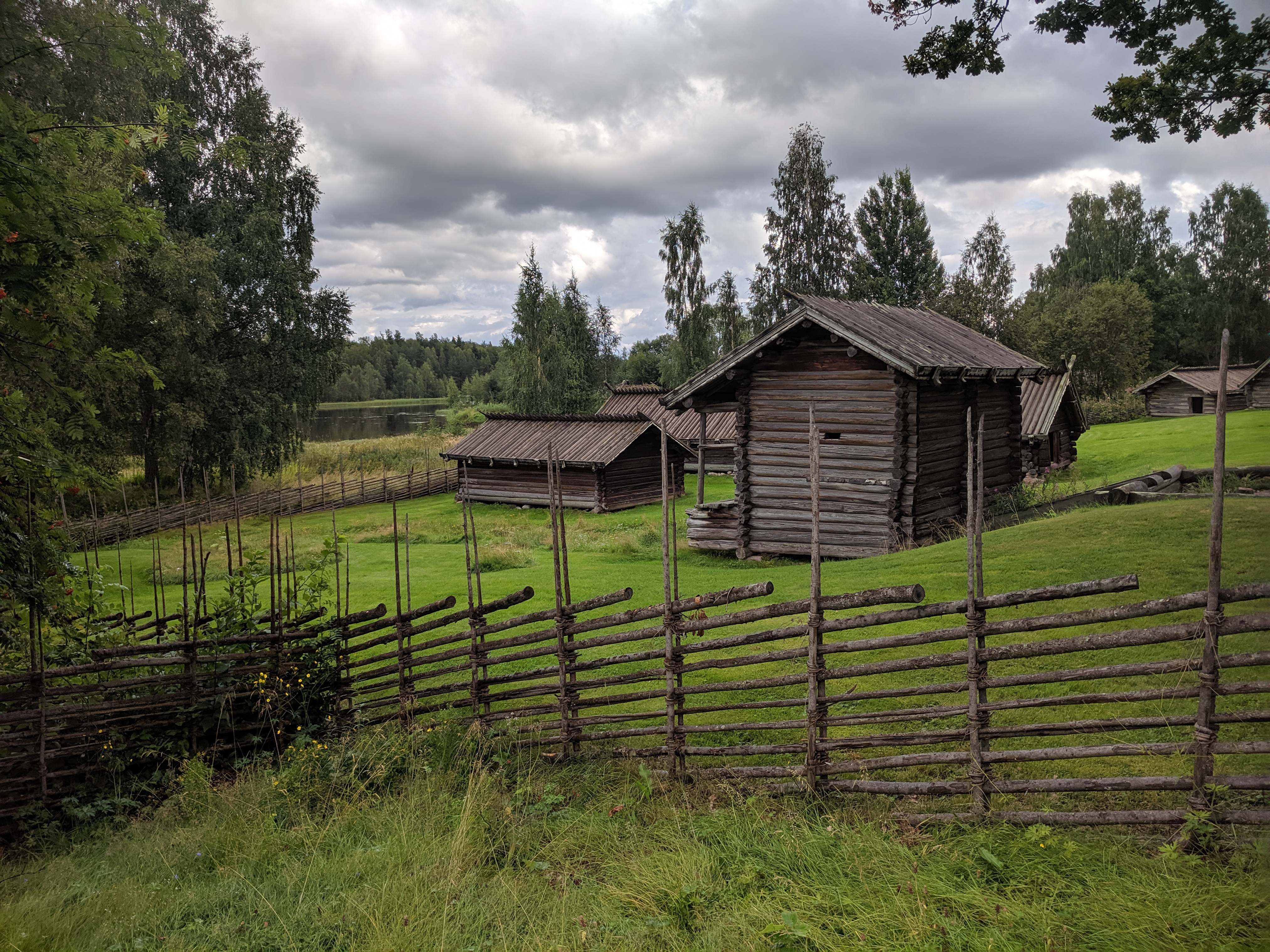
Zorns gammelgård

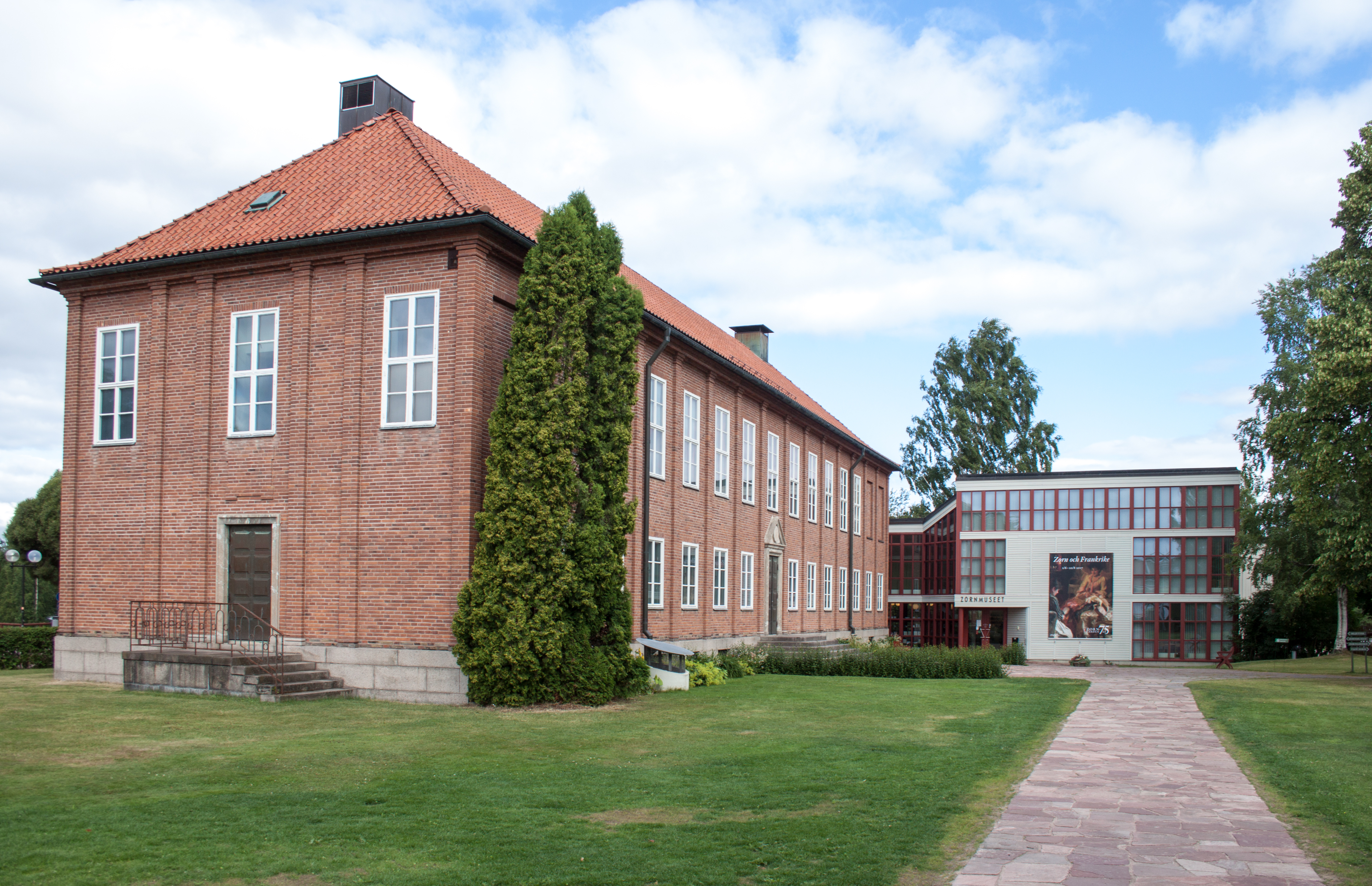
Zornmuseet

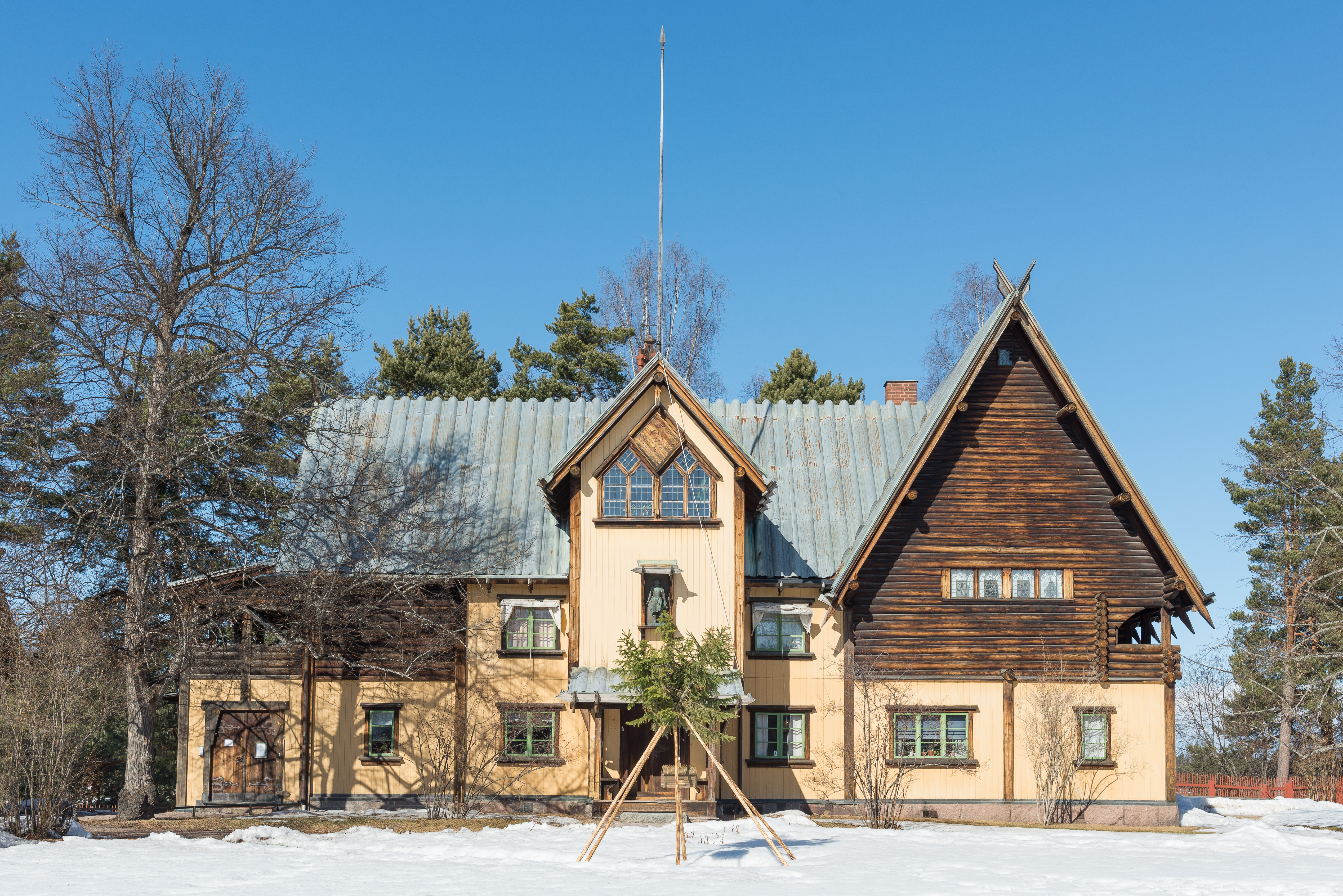
Zorngården

Zornsamlingarna (deutsch: Zorn-Sammlungen) bezeichnet die Schenkungen von Kulturgütern aus dem Besitz des Malers Anders Zorn und seiner Frau Emma an den schwedischen Staat. Die 1942 gegründete Stiftung umfasst ihr gesamtes nachgelassenes Eigentum, darunter 60 Gebäude und etwa 20.000 Kunstwerke und Objekte des Kunsthandwerks. Zu den Zornsamlingarna gehören mehrere Museen in Mora und Umgebung.

## Beschreibung
Die kinderlosen Eheleute Anders und Emma Zorn legten in ihrem gemeinsamen Testament fest, dass ihr Besitz für die Nachwelt museal erhalten bleiben soll. Nachdem Anders Zorn 1920 verstorben war, bereiteten seine Frau Emma und die Kunsthistorikerin Gerda Boëthius die Übergabe des künstlerischen Nachlasses und der umfangreichen Sammlungen der Zorns an den schwedischen Staat vor. Nach Emmas Tod 1942 wurden der Besitz an den Staat übertragen. Die Stiftung Zornsamlingarna wird von einem sechsköpfigen Vorstand geleitet, der sich aus drei Regierungsvertretern, zwei Personen von der Universität Uppsala und dem Direktor des Zornmuseet zusammensetzt.
Zur Zornsamlingarna gehören vor allem mehrere Museen in Zorns Heimatstadt Mora. Mit der Errichtung des Freilichtmuseum Zorns Gammelgård wurde bereits zu Lebzeiten von Anders Zorn begonnen. Seit 1914 ist am Ufer des Siljan eine Überblicksausstellung über die traditionelle Bauernhausarchitektur der Region Dalarna entstanden. Das Museum wurde in den Folgejahren erheblich erweitert und umfasst heute rund 40 historische Gebäude. 1939 eröffnete das Zornmuseet im Zentrum von Mora neben dem Wohnhaus der Zorns. Das Museum besitzt die größte Sammlung der Werke von Anders Zorn und darüber hinaus Teile der umfangreichen Sammlungen des Paares. Dazu gehören auch Werke von anderen Künstlern, darunter allein 180 Radierungen von Rembrandt van Rijn. Hinzu kommen Silberarbeiten, antike Kleinplastiken und Kunsthandwerk aus Dalarna. Wenige Monate nach dem Tod von Emma Zorn konnte auch Zorngården, das vormalige Wohnhaus der Zorns mit seiner erhaltenen Originalausstattung für das Publikum geöffnet werden. Auch Anders Zorns ehemaliges Wildnisatelier Gopsmor zwischen den Orten Mora und Älvdalen ist Teil der museal zugänglichen Gebäude der Zornsamlingarna. Seit 1993 gibt es zudem die neu errichtete Textilkammaren (Textilkammer), die dem Freilichtmuseum Zorns gammelgård angeschlossen ist. In der Textilkammaren werden vor allem Trachten und weitere volkstümliche Textilien aus der Region Dalarna gezeigt.
Das finanzielle Vermögen der Zorns wurde in die Stiftung des Zornfonden überführt, der von der Universität Uppsala verwaltet wird. Die Erträge des Zornfonden dienen vor allem dem Unterhalt der verschiedenen Zorn-Museen in Mora und Umgebung. Darüber hinaus können auch weitere Zwecke im Bereich der Kunst sowie des Naturschutzes gefördert werden. Zudem vergibt der Gerda Boëthius minnesfond Stipendien im Bereich der kunstgeschichtlichen Forschung.